# Jaromír Korčák
Jaromír Korčák (ur. 12 lipca 1895 w Vrážném koło Jevíčka, zm. 6 października 1989 w Pradze) – czeski geograf, demograf i statystyk, profesor Uniwersytetu Karola w Pradze.

## Najważniejsze prace
- Vylidňování jižních Čech: studie demografická (1929)
- Bytové poměry ve větších městech republiky československé na základě sčítání lidu ze dne 15. února 1921 (1930)
- Příspěvek k teorii národnosti (1931)
- Etnický vývoj československého Potisí (1932)
- Otázka karpatoruská (1932)
- Přírodní prostředí Československa (1933)
- Volkszählung in der Čechoslovakischen Republik vom 1. Dezember 1930 (1934)
- Variabilita jevů sociálních (1934)
- Regionální členění Československa (1934)
- Geopolitické základy Československa, jeho kmenové oblasti (1938)
- Deux types fondamentaux de distribution statistique (1938)
- Etnický profil našeho národa (1940) (I, II)
- Přírodní dualita statistického rozložení (1941)
- Současný vzestup plodnosti v českých zemích (1947)
- Hospodářský zemĕpis ČSR (1951)
- Úvod do všeobecné geografie obyvatelstva (1964)
- Vymezení oblastí maximálního zalidnění (1966)
- Geografie obyvatelstva ve statistické syntéze (1973)

## Odznaczenia
- Order Pracy (1965)